# Vladimir Vinek
Vladimir Vinek (Kašina, 15. svibnja 1901. – Lepoglava, 1945.) bio je hrvatski nogometaš, nogometni reprezentativac. Igrao je u napadu. 

## Životopis
Rođen je 15. svibnja 1901. u Kašini u obitelji Franje i Zore Ane. Nakon što je završio zagrebačku Donjogradsku gimnaziju upisao se 1920. godine na Pravni fakultet u Zagrebu koji je pohađao do 1924. godine.
Nakon nogometne karijere zaposlio se kao policajac.

## Igračka karijera

### Klupska karijera
Igrao je za zagrebački klub HAŠK.
Neki ga izvori navode kao igrača zagrebačke Concordije u tom razdoblju.
S HAŠK-om je osvojio Prvenstvo Zagrebačkog nogometnog podsaveza 1921./22.

### Reprezentativna karijera
Za reprezentaciju je zaigrao prvi put 8. lipnja 1922. protiv Rumunjske. Zadnju utakmicu odigrao je na OI 1924. u Parizu, gdje je Jugoslavija 26. svibnja izgubila 7:0 od Urugvaja. Od hrvatskih nogometaša s njim su bili u izabranom sastavu Dragutin Babić, Stjepan Bocak, Artur Dubravčić, Dragutin Friedrich, Andrija Kujundžić, Antun Pavleković, Alfons Pažur, Adolf Percl, Dragutin Vragović, Dragutin Vrđuka, Branko Zinaja, Emil Perška, Eugen Dasović, Slavin Cindrić, Janko Rodin, Marijan Marjanović, Rudolf Rupec, Stjepan Vrbančić i Eugen Plazzeriano.

### Članci
- Stipančević, Mario. 2022. Vladimir Vinek’s dribbles: fragments for the portrait of a football player and a police officer from Zagreb. Review of Croatian History. Hrvatski institut za povijest. Zagreb. 18 (1): 211–243